# Physaria argentea
Physaria argentea är en korsblommig växtart som först beskrevs av Johannes Conrad Schauer, och fick sitt nu gällande namn av O'kane och Al-shehbaz. Physaria argentea ingår i släktet Physaria och familjen korsblommiga växter. Inga underarter finns listade i Catalogue of Life.